# Miomães
Miomães é uma povoação portuguesa do Município de Resende que foi sede da extinta Freguesia de Miomães, freguesia que tinha 2,77 km² de área e 359 habitantes (2011), e, por isso, uma densidade populacional de 129,6 hab/km².
A Freguesia de Miomães foi extinta (agregada) pela última Reorganização administrativa do território das freguesias, de acordo com a Lei nº 11-A/2013 de 28 de Janeiro, tendo o seu território sido agregado ao da Freguesia de Freigil para constituir a União de freguesias de Freigil e Miomães com sede em Freigil.

## População
| População da freguesia de Miomães | População da freguesia de Miomães | População da freguesia de Miomães | População da freguesia de Miomães | População da freguesia de Miomães | População da freguesia de Miomães | População da freguesia de Miomães | População da freguesia de Miomães | População da freguesia de Miomães | População da freguesia de Miomães | População da freguesia de Miomães | População da freguesia de Miomães | População da freguesia de Miomães | População da freguesia de Miomães | População da freguesia de Miomães |
| --------------------------------- | --------------------------------- | --------------------------------- | --------------------------------- | --------------------------------- | --------------------------------- | --------------------------------- | --------------------------------- | --------------------------------- | --------------------------------- | --------------------------------- | --------------------------------- | --------------------------------- | --------------------------------- | --------------------------------- |
| 1864                              | 1878                              | 1890                              | 1900                              | 1911                              | 1920                              | 1930                              | 1940                              | 1950                              | 1960                              | 1970                              | 1981                              | 1991                              | 2001                              | 2011                              |
| 703                               | 783                               | 774                               | 726                               | 856                               | 838                               | 815                               | 836                               | 749                               | 626                               | 485                               | 471                               | 467                               | 391                               | 359                               |

| Distribuição da População por Grupos Etários | Distribuição da População por Grupos Etários | Distribuição da População por Grupos Etários | Distribuição da População por Grupos Etários | Distribuição da População por Grupos Etários | Distribuição da População por Grupos Etários | Distribuição da População por Grupos Etários | Distribuição da População por Grupos Etários | Distribuição da População por Grupos Etários | Distribuição da População por Grupos Etários |
| -------------------------------------------- | -------------------------------------------- | -------------------------------------------- | -------------------------------------------- | -------------------------------------------- | -------------------------------------------- | -------------------------------------------- | -------------------------------------------- | -------------------------------------------- | -------------------------------------------- |
| Ano                                          | 0-14 Anos                                    | 15-24 Anos                                   | 25-64 Anos                                   | > 65 Anos                                    |                                              | 0-14 Anos                                    | 15-24 Anos                                   | 25-64 Anos                                   | > 65 Anos                                    |
| 2001                                         | 60                                           | 63                                           | 186                                          | 82                                           |                                              | 15,3%                                        | 16,1%                                        | 47,6%                                        | 21,0%                                        |
| 2011                                         | 56                                           | 41                                           | 183                                          | 79                                           |                                              | 15,6%                                        | 11,4%                                        | 51,0%                                        | 22,0%                                        |

Média do País no censo de 2001:  0/14 Anos-16,0%; 15/24 Anos-14,3%; 25/64 Anos-53,4%; 65 e mais Anos-16,4%
Média do País no censo de 2011:   0/14 Anos-14,9%; 15/24 Anos-10,9%; 25/64 Anos-55,2%; 65 e mais Anos-19,0%

## Património
- Ponte antiga de Aregos

## Toponímia
De acordo com o linguista, José Pedro Machado, o nome «Miomães» resulta de uma deturpação do português antigo «Meomães», o qual, por seu, turno terá provindo do baixo-latim Madomilis, por alusão a Villa Madomilis, que significa «a herdade ou propriedade ou quinta de Madoma», sendo que «Madoma» terá sido o nome de algum latifundiário ou senhor que viveu naquelas terras.